# 臨池居
臨池居（りんちきょ）とは、江戸時代中期から明治時代まで存在した、越中国（現在の富山県）の代表的な寺子屋・私塾。小西塾、小西屋とも呼ばれた。

## 歴史
1766年（明和3年）、越中国の西三番町（現在の富山市上本町および三番町）で開かれた。塾名の由来は、中国後漢時代の書家張芝が硯の水を自由に得られるようにと池に臨んで家を構え書に専念したという故事にちなむものである。創始者の小西鳴鶴（めいかく）は、漢学や書道を中心に礼儀も教えた。以後、臨池居は鳴鶴の子の有斐（ありなか）、孫の有実（生年不明 - 1887年）、その弟の有義（生年不明 - 1895年）、有実の子である有英の五代にわたって継続された。
2代目の有斐は飛騨の文化人大森旭亭を招いて他藩の学芸も取り入れた。有斐の第2子・岡田呉陽は幕末から明治にかけての学者として知られる 。
有斐・有実・有義は広徳館の訓導等にも任ぜられている。特に有実は江戸に遊学し昌平坂学問所に学び、佐藤一斎・塩谷宕陰のもと、で漢学・篆刻・書道を修業、1840年（天保11年）に藩に戻った。
4代目の小西有義は江戸で儒学を学ぶかたわら千葉周作のもとで北辰一刀流を修行している。兄の有実が亡くなったため跡を継いだ。容姿は陣羽織に袴姿の古武士の風格であったとされる。
江戸中期からの商業の発達により、臨地居は当初の漢学塾の色彩がしだいにうすれ、天保年間（1830年 - 1844年）になると、授業内容が寺子屋の性格の強いものになっていき、小西屋と呼ばれるようになった。臨地居の書流は当初は御家流であったが、のちに小西屋流と呼ばれる塾独特の書風を生み出した。また授業内容は他の寺小屋と同じく平仮名・名頭・千字文・諸往来・そろばん等を教えたほか、当時の売薬業の発展に伴い薬名帳や調合薬附などの売薬に必要な授業を加えるなど独自性もあり多種多様であった。
小西屋の寺子屋教育は子供達が志望する職業や生活に必要な知識や技能を、具体的に修得させる実学教育として高い評価を受けていた。1872年（明治5年）の学制頒布で、旧来の教育機関が廃止されるなかにあっても、人々の要請により教育が続けられ、県の令達により教育内容を改めることで、1899年（明治32年）の富山大火によって建物が消失するまで継続された。
1870年（明治3年）の記録によると、塾生は男子600人・女子200人ほどであり、寄宿舎も備えられ常時300人が近郷から寄宿していたという。
現在は、臨池居跡の近くにある「まちの駅とよた酒店」に関連資料が展示されている。また、富山市柳町の於保多神社に有実・有義・呉陽の記念碑がある。

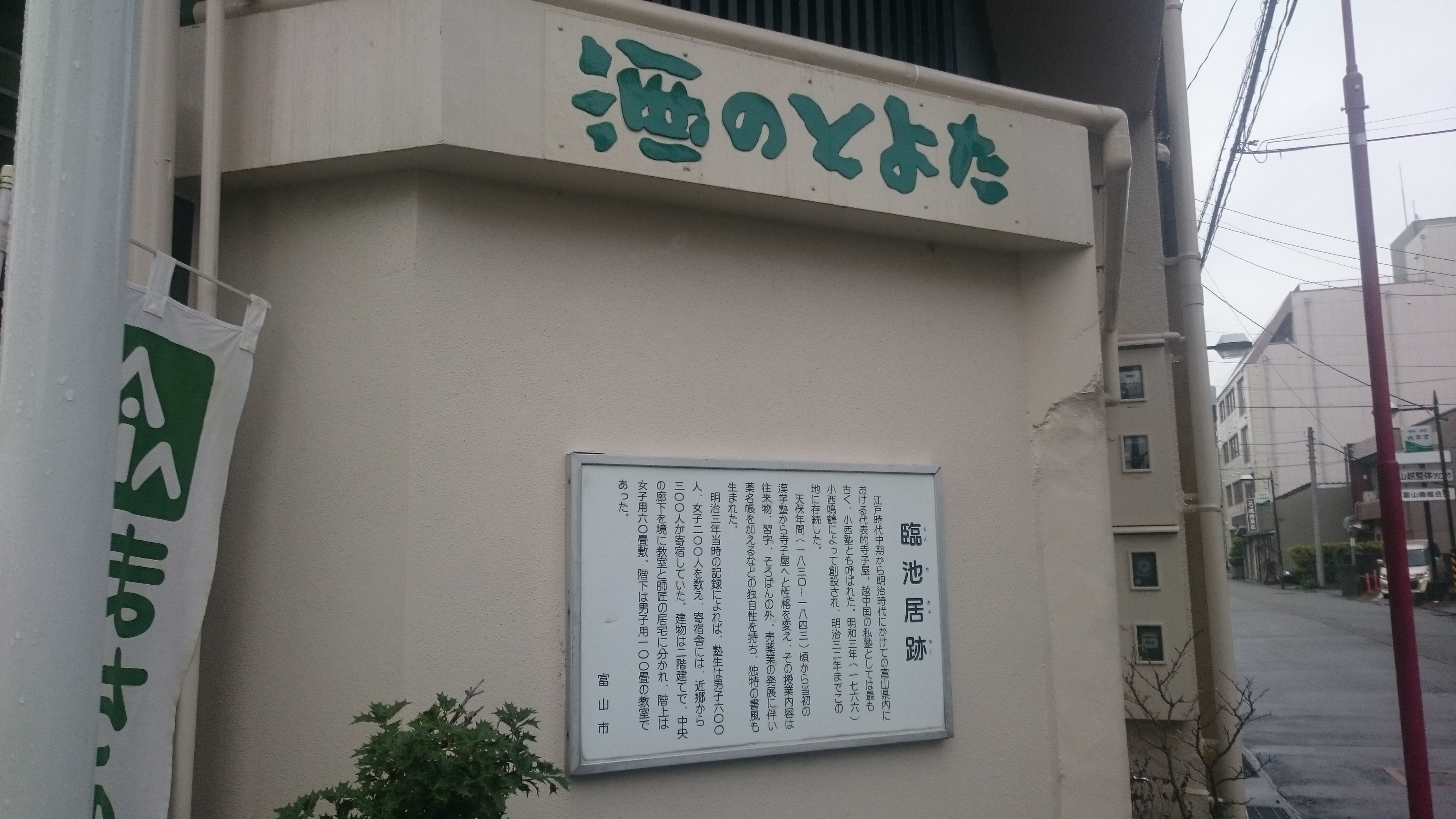
臨池居跡